# Cyanogaster noctivaga
Cyanogaster noctivaga es una especie de pez perteneciente a la familia Characidae, nativa de río Negro, Brasil. Esta especie es el único miembro conocido del género Cyanogaster y su nombre científico se traduce como «vagabundo nocturno de vientre azul», refiriéndose a su apariencia única y hábitos nocturnos. Fue descrito por primera vez en el año 2013, habiendo sido descubierto en octubre de 2011 en una expedición científica organizada por la Universidad de São Paulo, Brasil.

## Descripción
Cuando está vivo, Cyanogaster noctivaga es un pez transparente con una barriga azul y cubiertas branquiales rojizas, pero pierde rápidamente sus colores brillantes después de la muerte. Sus ojos son grandes, y la forma de su hocico y su dentición difieren de otras características, lo que lo marca como un nuevo género. El espécimen más largo encontrado medía 17,4 mm de largo. Se diferencia de otros miembros de la subfamilia Stevardiinae en tener 8 rayos de aleta dorsal y cuatro dientes en la serie de dientes premaxilares internos, rayos i + 5 en la aleta pélvica y la presencia de un solo diente cónico en la serie de dientes premaxilares externos. Hay ganchos en los rayos de las aletas pélvicas y anales en los machos maduros.

## Distribución y hábitat
Este pez se ha encontrado en un solo lugar en el río Negro (Amazonas), pero como es un pez muy pequeño y al parecer completamente nocturno, puede pasar inadvertido fácilmente. Se encontró en un remanso ácido, un hábitat similar al de las especies de peces más pequeñas conocidas como Paedocypris progenetica, que se produce en los pantanos de bosques de turba y arroyos de aguas negras en Asia.